# Harshacharita
De Harshacharita (Sanskriet: हर्षचरित, harṣacarita, daden van Harsha) is een door Banabhatta geschreven biografie van keizer Harsha, die in de 7e eeuw het noorden van Voor-Indië regeerde. Het werk is de eerste biografie in het Sanskriet die als historisch redelijk accuraat wordt beschouwd.
Banabhatta of Bana was de asthana kavi of hofdichter aan het hof van keizer Harsha. De Harshacharita was zijn eerste belangrijke werk. Het bevat naast het levensverhaal van de keizer levendige en gedetailleerde beschrijvingen van het Indische platteland, de economie en de samenleving in de 7e eeuw. Banabhatta hanteert daarbij bloemrijk, sierlijk proza. Omdat hij aan het hof van Harsha leefde, moet wel worden aangenomen dat zijn beschrijvingen van de keizer en diens daden bevooroordeeld zijn. 
De eerste drie van de acht ucchvasas of hoofdstukken van de Harshacharita zijn gewijd aan de voorouders en jeugd van Bana zelf, waarbij de oorsprong een mythisch verhaal is in de purana-traditie over de afstamming van schepper Brahma.
Daarna volgt het leven van de keizer, eindigend met het redden van zijn zuster Rajyashri van de brandstapel waar zij een einde aan haar leven wilde maken en het bestijgen van de troon van Thanesar en Kannauj.
Door dit abrupte einde wordt wel gesteld dat het werk niet compleet overgeleverd is, maar Pathak stelde dat het de vijf thema's van een verhaal kent met een begin (prarambha), een inspanning (prayatna), hoop op voltooiing (praptyasa), zekerheid van succes (niyatapti) en een einde (phalagama).
Bana beschreef Harshacharita zelf als akhyayika, een genre gerelateerd aan de itihasa-traditie. Dit is opgebouwd uit ucchvasas en bevat het vaktra-metrum. De stijl is levendig en literair met soms enige humor.